# 洛哈爾什凱爾線
洛哈爾什凱爾線（英語：Kyle of Lochalsh Line）是一條位於蘇格蘭高地的非電氣化單線鐵路，全長102.7公里，起點和終點分別位於丁沃爾車站與洛哈爾什凱爾車站，屬於蘇格蘭鐵路的一部份，由阿貝里奧蘇格蘭鐵路營運。儘管路線的起點位於丁沃爾站，全數列車在抵達丁沃爾站後會經遠北線繼續駛至高地行政區首府延文禮士。以往有部份列車會行駛至蘇格蘭首府愛丁堡、鴨巴甸和最大城市格拉斯哥，唯現時所有列車均以延文禮士為終點站。

## 概要
洛哈爾什凱爾線是由三個階段興建而成： 
- 延文禮士至丁沃爾段在1864年10月1日開業，由延文禮士及羅斯郡鐵路公司（英语：Inverness and Ross-shire Railway）營運。
- 丁沃爾至斯特羅姆費里段在1870年8月19日開業，由丁沃爾及斯凱島鐵路公司（英语：Dingwall and Skye Railway）營運[3]。
- 斯特羅姆費里至洛哈爾什凱爾的延伸路線在1897年11月2日開業，由丁沃爾及斯凱島鐵路公司營運[4]。

隨後，本路線的營運公司經過多次變更，自1923年起由倫敦米德蘭和蘇格蘭鐵路營運。在1933年，該公司引入了兩列分別命名為赫布里底人（名稱來自赫布里底群島）和劉易斯人的旅客列車行駛延文禮士至洛哈爾什凱爾的路線。
在1939年7月，因為連續的大雨，導致Attadale車站與斯特羅姆費里車站之間出現山泥傾瀉，一輛機車與六節貨運車廂脫軌 。在1954年5月，Lochluichart車站因為附近興建水力發電廠的計劃，將預定位於蓄洪區內的原車站搬遷到現車站的位置。
在1960年代，英國鐵路局基於英國物理學家暨工程師理查德·比欽（Richard Beeching）的兩份報告，即《英國鐵路的重構》（The Reshaping of British Railways，1963）和《主要鐵路線路的發展》（The Development of the Major Railway Trunk Routes，1965），實施大規模削減鐵路設施的行動，本線也在英國鐵路的重構的報告內建議廢線，但最終並沒有實施
。
在1970年代，由於羅斯與克羅馬蒂議會決議花費460,000英鎊（相当于2021年的£7,600,000）在阿勒浦（距離斯托诺韦43英里）興建一座新渡輪碼頭， 以取代位於洛哈爾什凱爾的渡輪碼頭（距離斯托诺韦71英里），英國國鐵再次建議廢止本線。在1971年12月，英國國鐵指本線的營運開支每年約318,000英鎊（相当于2021年的£4,780,000），收入卻每年只有約51,000英鎊（相当于2021年的£770,000)），運輸大臣亦已經同意廢止本線
，但在沿線地方的抗議運動再次成功扭轉了這一決定。
在1989年，在延文禮士附近跨越尼斯河的橋樑被洪水沖走，使本線與遠北線都一度中斷了與延文禮士之間的服務。

## 車站及服務

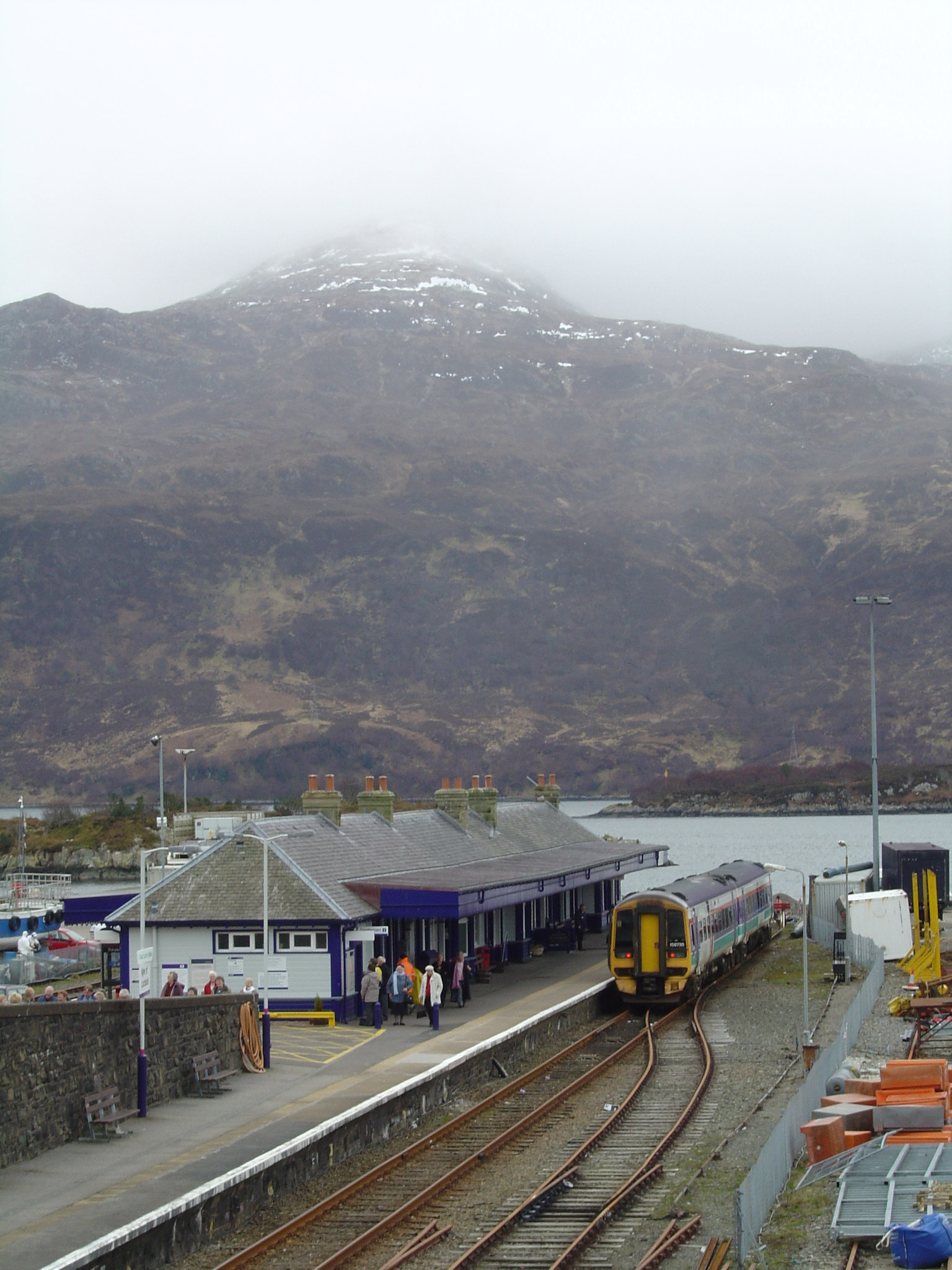
洛哈爾什凱爾車站，背景水體後方為斯凱島

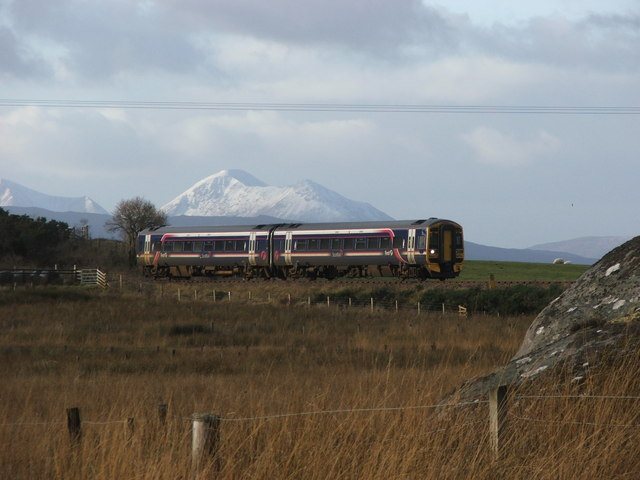
Duirinish車站附近的景觀，背景的雪山位於斯凱島上

全線由丁沃爾到終點站洛哈爾什凱爾之間有十三個車站，僅有四個車站設置有待避線（不包括終點站洛哈爾什凱爾），並只有起終點站有站員配置，然而每個車站都設置了燈光系統及刊有時刻表的乘客資訊面板，並在大部份車站都裝有乘客資訊電話，可以在服務時間內聯絡客戶服務人員。
根據2019/20年度的時刻表，在平日及周六每日有四班普通列車行駛本線，周日則減少至一班。
全線車站表列如下：
| 車站（英文）     | 車站（中文） | 月台數量 | 站員配置   |
| ---------------- | ------------ | -------- | ---------- |
| Dingwall         | 丁沃爾       | 2        | 站員配置站 |
| Garve            | 加夫         | 2        | 無人站     |
| Lochluichart     |              | 1        | 無人站     |
| Achanalt         |              | 1        | 無人站     |
| Achnasheen       | 阿赫納欣     | 2        | 無人站     |
| Achnashellach    |              | 1        | 無人站     |
| Strathcarron     |              | 2        | 無人站     |
| Attadale         |              | 1        | 無人站     |
| Stromeferry      | 斯特羅姆費里 | 1        | 無人站     |
| Duncraig         |              | 1        | 無人站     |
| Plockton         |              | 1        | 無人站     |
| Duirinish        |              | 1        | 無人站     |
| Kyle of Lochalsh | 洛哈爾什凱爾 | 2        | 站員配置站 |